# Pronoides
Pronoides is een geslacht van spinnen uit de  familie van de wielwebspinnen (Araneidae).

## Soorten
- Pronoides brunneus Schenkel, 1936
- Pronoides sutaiensis Zhang, Zhang & Zhu, 2010